# Burzaco
Burzaco – miasto w Argentynie, w prowincji Buenos Aires. Największe pod względem liczby ludności miasto w Partido Almirante Brown. Jest częścią aglomeracji Wielkiego Buenos Aires. Znajduje się 27 km od Buenos Aires. W 2010 r. miasto zamieszkiwało 80 tys. mieszkańców.
Na centralnym placu miasta stoi pierwszy w Argentynie pomnik Flagi Narodowej.

W 1965 r. miejscowość otrzymała prawa miejskie.

W mieście działa klub piłkarski San Martín de Burzaco Buenos Aires.